# Municipio di Leida
Il Municipio, o in neerlandese Stadhuis, è il palazzo comunale della città di Leida, nella provincia dell'Olanda Meridionale dei Paesi Bassi.
Sorge tra il Vismarkt, la centrale piazza del Mercato del Pesce che si affaccia sul canale del Nieuwe Rijn, e la Breestraat. Costituisce un notevole esempio dell'Architettura rinascimentale del Paese.

## Storia e descrizione

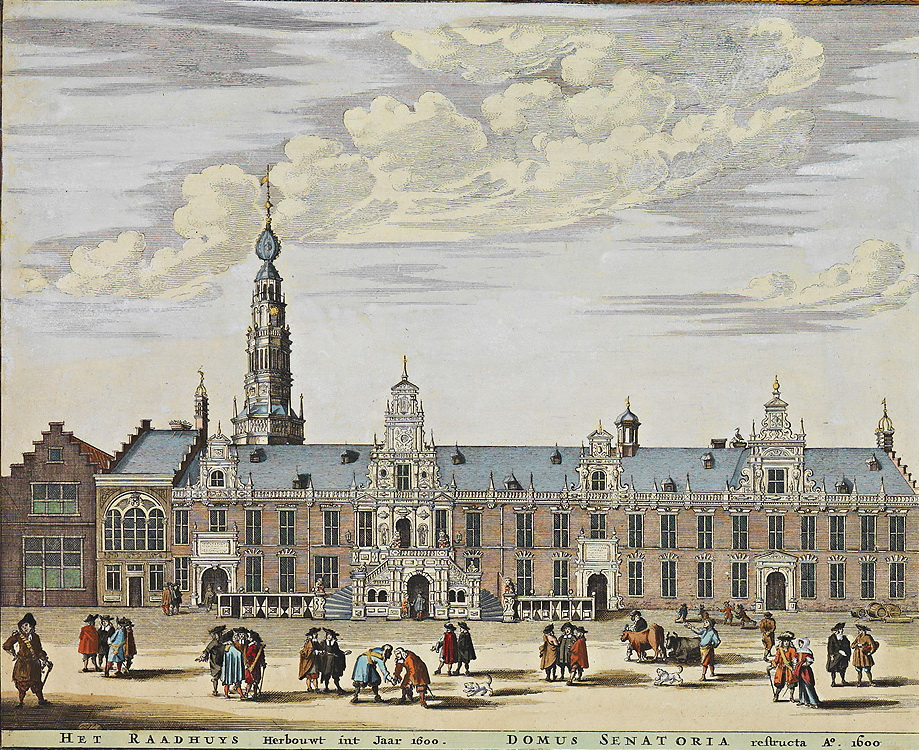
Il Municipio in una stampa di Frederik de Wit del 1698

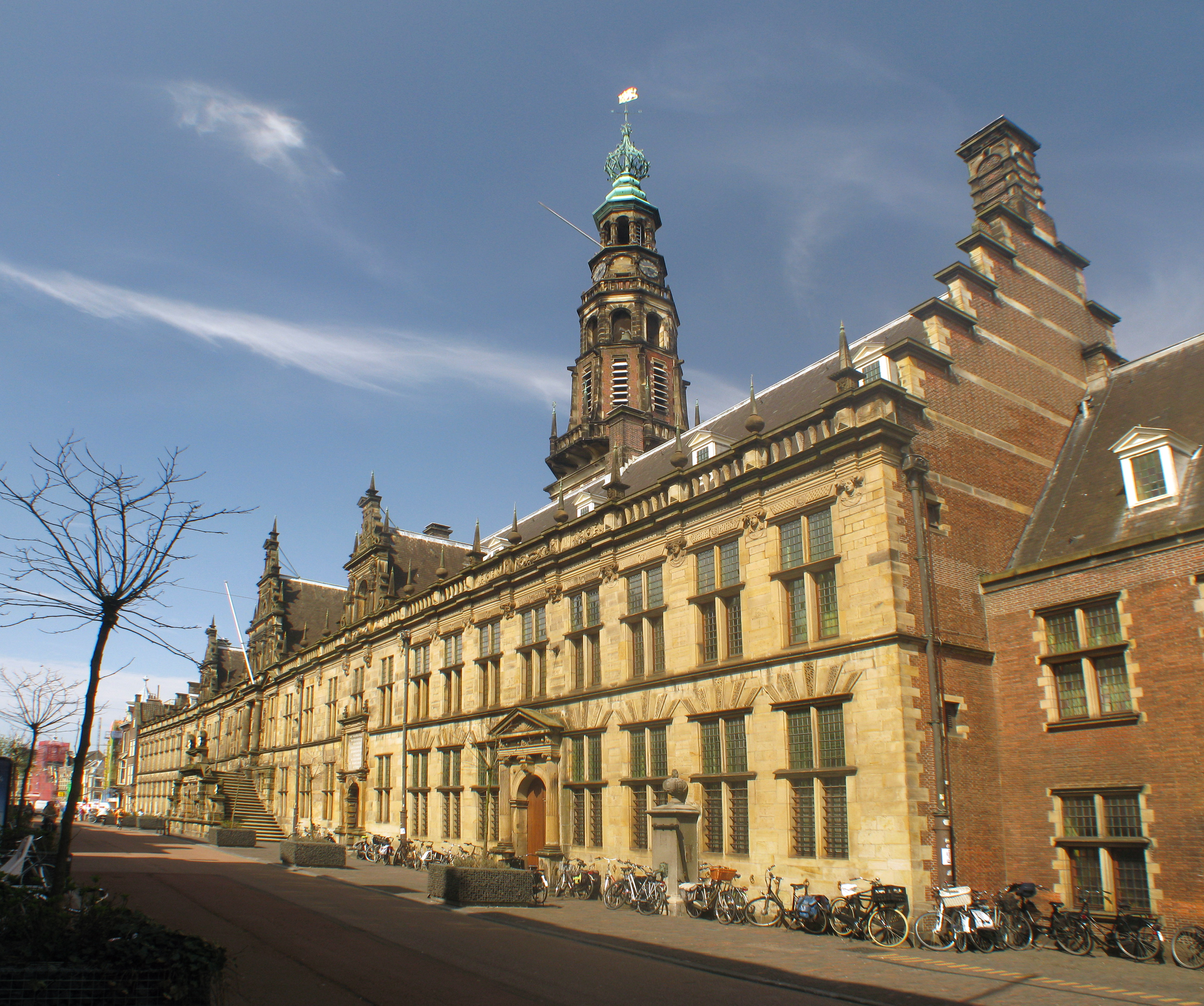
Il lungo fronte principale

L'edificio venne costruito in stile rinascimentale a partire dal 1595 su progetto dell'architetto fiammingo Lieven de Key. Della sua opera resta oggi solo la bella facciata principale su Breestraat e la base della torre, tutto il resto andò bruciato durante l'incendio del 12 febbraio 1929. 
Il lungo fronte si sviluppa su due livelli aperti da due serie di grandi finestre crociate. In alto è coronato da una balaustrata con obelischi interrotta da tre grandi frontoni ricavati sul tetto a alti spioventi. Domina il tutto il bel beffroi con carillon. Una scalinata a due rampe opposte, decorata da lesene e statue, si protrae a metà facciata.
Dopo l'incendio, il palazzo venne in parte ricostruito nel 1932 su progetto dell'architetto Cornelis Jouke Blaauw, che riprese le forme originarie. Tuttavia il Mercato del Pesce che sorgeva adiacente al Municipio, affacciandosi sul canale retrostante, non venne più ricostruito e oggi è una piazza: il Vismarkt appunto.